# Zentai csata
A zentai csata, 1697. szeptember 11-én a török hódoltság alatt álló magyarországi területek visszafoglalásának egyik legjelentősebb és legvéresebb csatája volt, amelyben a szövetséges keresztény sereg Savoyai Jenő herceg vezetésével győzelmet aratott az Elmas Mehmed nagyvezír által vezetett török hadakon, a jelenlevő II. Musztafa szultán seregén.

## Előzményei
II. Musztafa trónra lépésétől (1695) kezdve új lendületet nyertek a török kísérletek Magyarország visszahódítására. A szultán tízezer embert visszahagyva Belgrádban, 40–50 000 főnyi seregével 1695. szeptember 7-én rohammal elfoglalta Lippa várát, – miközben a 60 000 fős császári fősereg tétlenül vesztegelt Péterváradnál, – majd érthetetlen módon a visszavonulás mellett döntött. 1695. szeptember 21-én Lugosnál a török sereg körülfogta gróf Veterani tábornok magára hagyott hadtestét, és majdnem teljesen megsemmisítette. Veteranival együtt mintegy két és félezer császári katona halt meg. A török veszteség ennél sokkal nagyobb volt. A szultán azonban nem igyekezett kiaknázni ezt a győzelmet sem, hanem visszavonult előbb Belgrádba, majd Konstantinápolyba.
1696. július közepén Temesvár ostromát kezdte meg Frigyes Ágost szász választófejedelem, akit a császár kényszerűségből nevezett ki főparancsnokká. Frigyes Ágost ugyanis 8000 fős haderejét, csak ezzel a feltétellel volt hajlandó Magyarországra vezetni, s mivel a bécsi kormányzat a francia hadszíntérről nem tudott csapatokat kivonni, elfogadta a feltételt. Arra a hírre, hogy Musztafa serege átkelőben van Pancsovánál a Dunán, a választófejedelem augusztus 18-án abbahagyta az ostromot, és a szultán elé indult. 1696. augusztus 26-án a császári fősereg a hetényi csatában, a Béga folyó mellett meg is ütközött a szultán hadaival, de a csata után mindkét fél visszavonult.
1697 a török háború kritikus esztendeje volt. A Habsburg-kormányzatnak szembe kellett néznie az elszigetelődés és a Duna-térségben hatalmát fenyegető térvesztés veszélyeivel. Elakadtak az augsburgi liga országai és Franciaország között a Hága melletti Rijswijkben elkezdődött, a pfalzi örökösödési háború lezárását célzó béketárgyalások. XIV. Lajos csapatai Barcelonánál, titkos diplomatái pedig Lengyelországban és a török Portán értek el váratlan sikereket. A Sobieski János király halálával megüresedett lengyel trónra a francia jelöltet, François Louis-t, Conti hercegét választották meg.
II. Musztafa török szultán pedig 1697. június 17-én 100 ezer főnyi haderővel megindult Magyarországra. A Habsburg-kormányzat mindenekelőtt Musztafa tervét akarta gyors ellentámadással keresztülhúzni. Rajna menti és spanyolországi hadseregét átcsoportosította, és a Magyarországon telelt, kevés híján tíz ezreddel együtt 87 ezer főnyi haderőt akart összevonni. A francia hadszíntérről azonban nem tudott további erőket elvonni. Ezért nyár elején e létszámnak még csak a fele vonult Frigyes Ágost zászlója alá.
1697. június 21-én Otto Ferdinand von Auersperg gróf altábornagy és gróf Batthyány Ádám horvát bán 13 ezer fős serege megkezdte Bihács ostromát, amit a boszniai pasa fölmentő seregének közeledtére abbahagyott és elvonult.

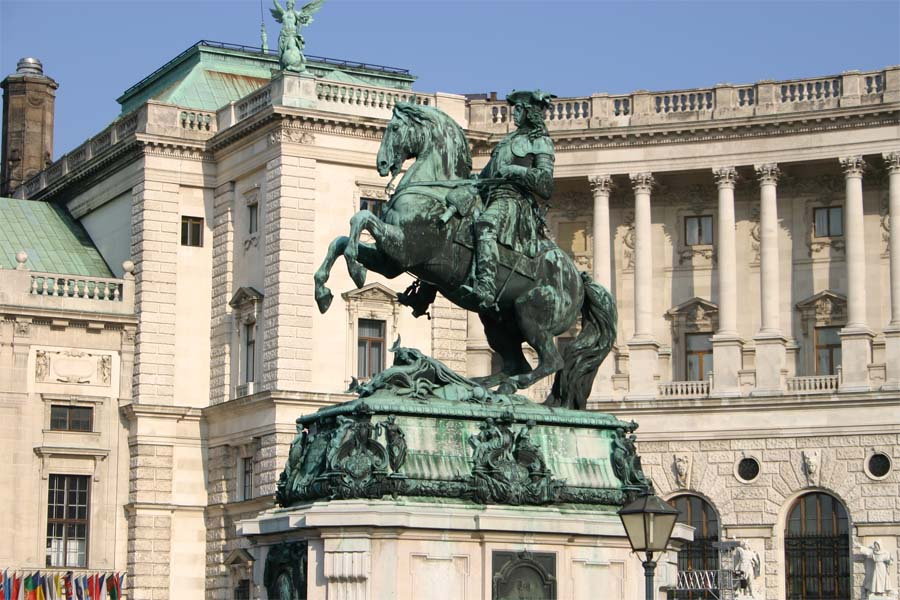
Savoyai Jenő lovasszobra Bécsben

A török sikerekhez kétségtelenül hozzájárultak Frigyes Ágost hadvezéri hibái is, akit lengyel királlyá választottak (1697. június 27.), s utána I. Lipót császár az itáliai hadszíntérről visszatért Savoyai Jenő herceget nevezte ki a török ellen küzdő erők főparancsnokává (1697. július 5.). Egy ideig mégis úgy látszott, hogy folytatódnak a korábbi kilátástalan hadakozások. A bécsi udvar ugyanis csupán védelmi feladatot adott az új fővezérnek. Török támadóakció viszont nem látszott valószínűnek. De a szultán makacsságának, pontosabban a nagyvezírrel szembekerült divánpasák intrikájának köszönhetően azonban olyan döntés született, hogy a török fősereg a Dunán átkelve Erdély, illetve Felső-Magyarország irányába induljon támadásra.
A császári sereg 1697-es gyülekezését némileg megzavarta a júliusban kitört hegyaljai felkelés.
Octavio Nigrelli táborszernagy, kassai főkapitány ugyanis a súlyos helyzetre hivatkozva megtagadta a közeledő török sereggel szemben csapatösszevonásokat sürgető Savoyai Jenő utasításának végrehajtását, és a Hegyalján visszatartotta Charles Vaudémont altábornagy haderejét. A késlekedés azt eredményezte, hogy augusztus 28-án a török sereg Titelnél harcászati sikert ért el a császáriak Nehem tábornok vezette oszlopával szemben.
A török sereg Titel bevétele (augusztus 28.) után értesült, hogy egy erős szövetséges sereg készül ellene, ezért elvetve az eredeti tervet, nem Pétervárad ellen indult, hanem – Thököly Imre tanácsára – a Maros völgyén át Erdély megtámadására.

## A csata menete

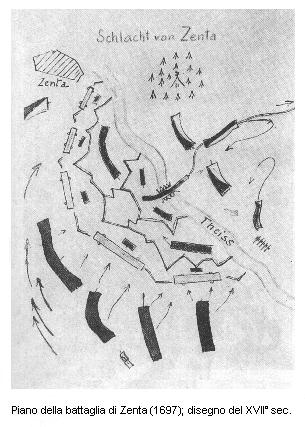
Egy 17. századi vázlatrajz a zentai csata menetéről

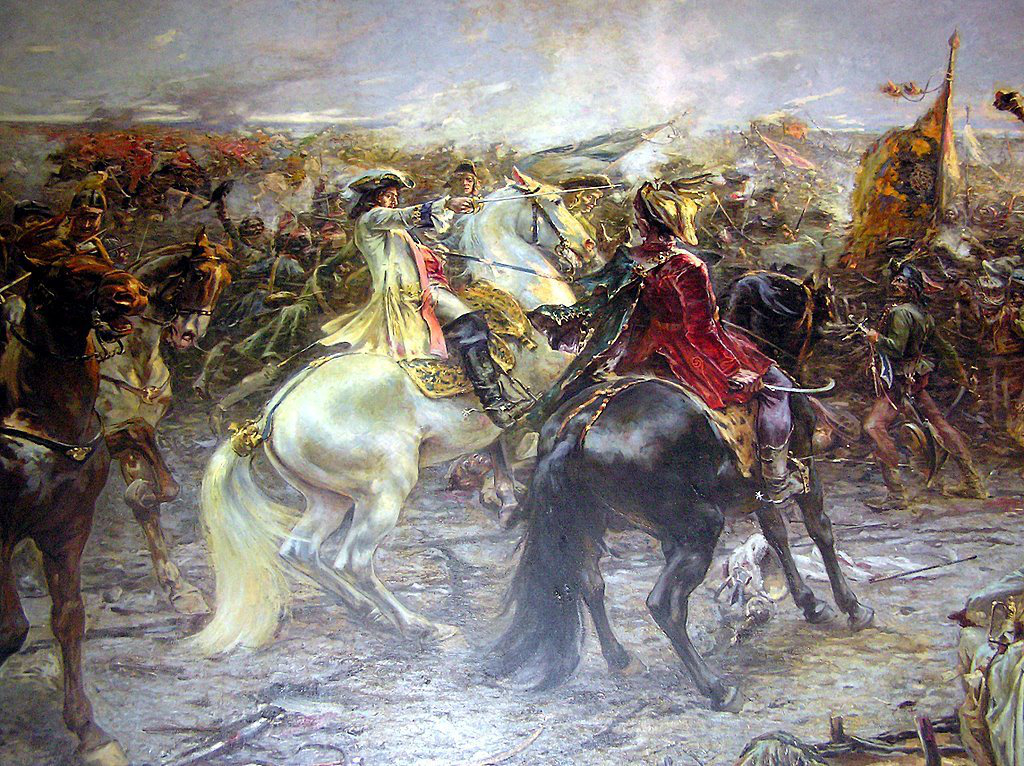
Franz Xaver Eisenhut: A zentai csata (részlet)

Jenő herceg azonnal az ellenség nyomába szegődött, és szeptember 10-én már Óbecsén volt, mintegy 17 kilométernyire a török tábortól. A törökök Zentánál francia hadmérnökök vezetésével kiváló hajóhidat vertek a Tiszán, és azon folytatták az átkelést a folyó balpartjára. Savoyai Jenő herceg erről értesülve, átkelés közben kívánta megtámadni az ellenséget. „Az egyetlen lehetőség a partváltás megakadályozására és az ellenség Erdély irányába való felvonulásának meggátlására, ha szorosan nyomában maradok, s ha megkísérli az átkelést valahol, úgy a hídfőben fojtom meg őket” –jelentette ki az osztrák fővezér.

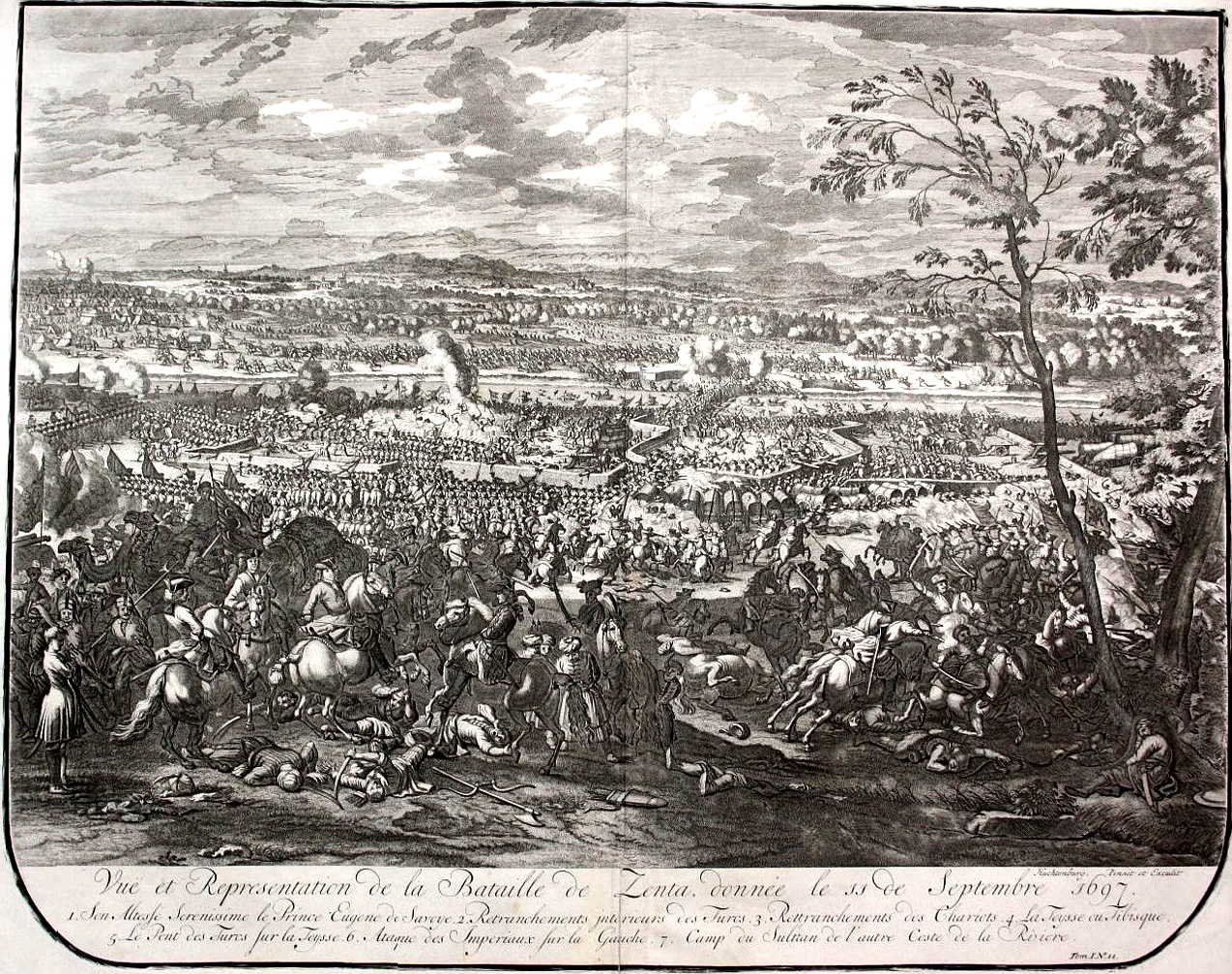
A zentai csata (metszet)

Az erőltetett menet nem volt hiábavaló, és szeptember 10-én a szövetséges erőknek sikerült beérniük az oszmán sereget. Másnap már kora reggel hadrendbe állt a keresztény sereg és megindult Zenta irányába. Az ellenség harcállásainak feltérképezésére kiküldött felderítő csapatok hamar harcba bocsátkoztak a török lovassággal. A csetepaté legfontosabb eredménye, a török lovasság vezetőjének, Dzsefár pasának elfogása volt. A pasa vallomása főnyereménynek bizonyult, hiszen kiderült, hogy a szultán néhány ezer lovassal már átkelt a Tiszán, viszont a nehéztüzérség még a túlparton várakozott.

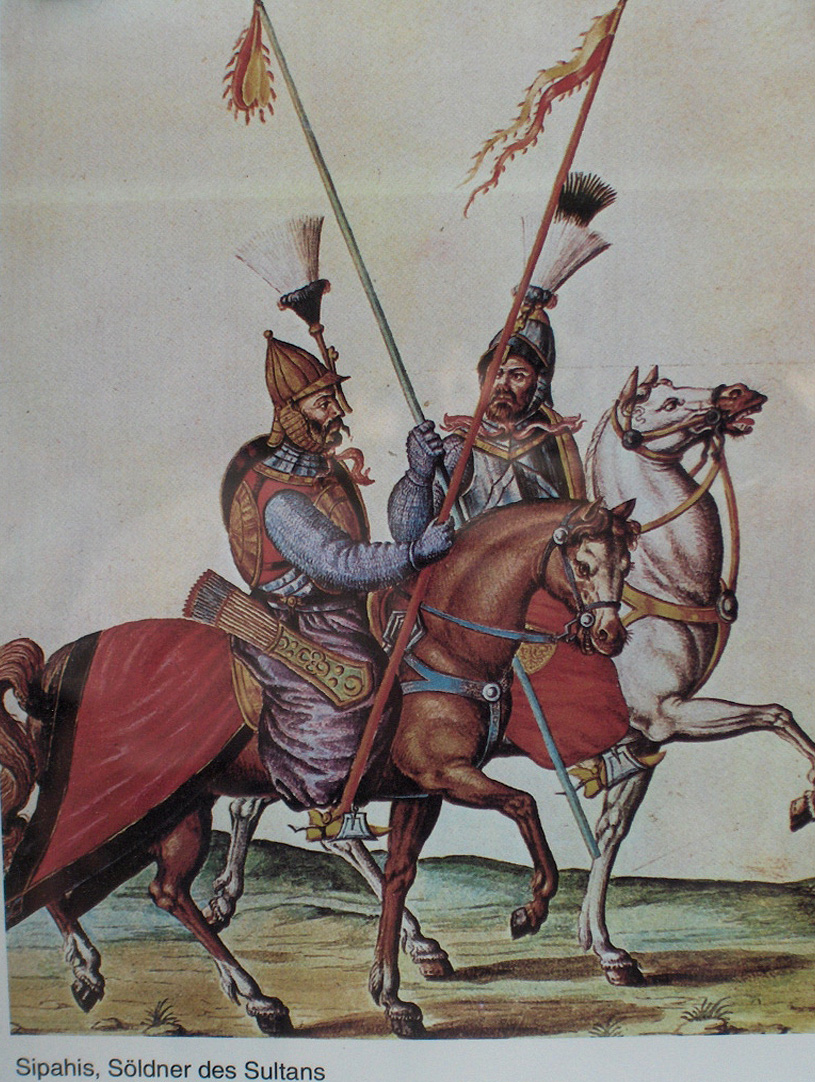
Török szpáhi lovasok

A pasától szerzett információt megerősítették a felderítők is, de Savoyai ennek ellenére saját szemével akarta látni az ellenséges sereg elhelyezkedését. Pár nappal később a főparancsnok, így emlékezett vissza a látottakra: „A felgyújtott élelmezési házhoz csatlakozó híd mindkét oldalán erős sánc állt, mély árokkal övezve. A sánc ötszáz lépés hosszú volt, és jól kialakított szekérvár vette körül”. Ez az erődítés volt a hídfő belső magva, melyben a törökök 100 ágyút is elhelyeztek. E körül, kb. ezer lépésnyi félkörben futott egy rondellával és kitörő nyílásokkal kiépített erős sáncvonal, az ún. „circumvallatio”, amelynek végei a Tiszára támaszkodtak, de ezt a török a szövetségesek támadása miatt már nem tudta befejezni. Savoyai azonnal felismerte a kínálkozó alkalmat: mivel a török gyalogság jelentős része még nem volt a sáncok mögött, ezért ez volt a legjobb alkalom a támadásra.
A császári főparancsnok egymás mögött két lépcsőben, a két sánc közt elhelyezve állította hadrendbe seregét. Elöl sorakozott fel a gyalogság, hátul a derékhad és szárnyak mögött várakozott a lovasság az esetleges török átkaroló hadművelet kivédésére. Savoyai a balszárnyat külön megerősítette, mivel erről az oldalról tervezte a támadás megindítását.
A bal szárnyat Starhemberg tábornagy, a jobb szárnyat Heister, míg a derékhadat Charles de Commercy herceg vezényelte.
Savoyai Jenő herceg csapatainak létszáma mintegy 40 ezer fő volt és 60–70 ágyúval rendelkezett, míg a török had létszámát kissé eltúlozva 150 ezerre becsülték jelentős számú tatár lovassággal, ami azonban nem bírta volna ki nyílt mezőn az osztrák és magyar lovasság erejét. (Egyes források 70–100 ezer főt említenek.) Ebből azonban csak mintegy 35 ezer török, főleg gyalogos, állt szemben a keresztény csapatokkal, a többiek már átvonultak a bal partra, ahol maga a szultán, II. Musztafa parancsnokolt. A török lovasság parancsnokságát ekkor Thököly Imre vette át, aki még némi kuruc lovassággal is támogatta a szultánt.
A sereg hadrendbe állása délután 5 órára befejeződött. A herceg 44 ágyúja a sáncot és magát a hídfőt támadta. A török lovasság a vízparton igyekezett kitörni, és így a bal szárny hátába kerülni, de Starhemberg dragonyosai meghiúsították ezt a vállalkozást, sőt áttörtek a török védelmi vonalon, a hídfő felé nyomulva megakadályozták a török csapatok menekülését. A támadás lendületét azonban a török kartácstűz megtörte, majd ezt követően egyfajta patthelyzet alakult ki. Az oszmánok többször próbálkoztak kitöréssel, de az akciókból hiányzott az összehangoltság. A másik oldalon pont ez a tényező bizonyult később döntőnek a csata kimenetele szempontjából. Közben a jobb szárny és a középhad is áttörte a védősáncot, és ezen belül irgalmatlan csata dúlt. A szövetségesek nyomasztó fölényét látva Elmas Mehmed nagyvezír ekkor egy lovashadtesttel megtámadta a Guido von Starhemberg vezette keresztény balszárnyat. 
A támadás ez esetben is elbukott, ráadásul a török lovasságot üldöző csapatoknak sikerült benyomulniuk a hídfőbe. A betörés egyértelműen megmutatta a török védelem leggyengébb pontját: egy 40-50 lépésnyi homokzátonyt, amelyen keresztül a sáncrendszert kikerülve egészen a hídfőig lehetett eljutni. Ekkor a török lovasság a másik oldalon próbálkozott kitöréssel, de az ellenséges tüzérség hamar megálljt parancsolt a támadásnak. Rabutin tábornok csapatai ekkor benyomultak a védelemben támadt résbe. Támogatásukra Savoyai Jenő a centrumban elhelyezkedő gyalogság egy részét átvezényelte a balszárnyhoz. A siker teljes volt, a török védelemben totális zavar támadt. Ezt kihasználva a centrumban várakozó gyalogság megrohamozta a sáncokat, és az időzítés ismét tökéletesen sikerült. A sáncokon pokoli kézitusa kezdődött, de már csak idő kérdése volt, hogy mikor omlik teljesen össze a bekerített török védelem. A csata utolsó szakasza hatalmas vérfürdőbe torkollott. Iszonyatos mészárlás vette kezdetét, senkinek sem kegyelmeztek. Állítólag Thököly Imre is bennrekedt a hídfőben, és csak úgy sikerült megmenekülnie, hogy halottnak tette magát, majd az éj leple alatt átúszott a túlpartra ahol a füzesben, egy elakadt csónak segítségével átjutott a Tiszán és néhány hű emberével a szultán után menekült Temesvárra.
A visszavonulás útja el volt vágva a törökök elől, így azok a Tiszán átúszva próbáltak menekülni, de a nagy részük vagy vízbe fulladt, vagy a lövészek golyói végeztek velük.
A veszteségeket számszerűsítve még jobban kitűnik a szövetséges sereg győzelmének jelentősége: Savoyai Jenő csapatai (az ütközet méreteihez viszonyítva) meglepően kevés, összesen 699 elesettet és 1934 sebesültet veszítettek, ezzel szemben a török oldalon nagyjából 20–30 000 halottal számolhatunk. Elmas Mehmed nagyvezírt, továbbá számos beglerbéget, az anatóliai és a boszniai pasát, a janicsár agát és több magas rangú főtisztet is a harctéren érte a végzet. A zsákmány sem volt mindennapi, 160 ágyú, tízezer megrakott szekér, több tízezer vágómarha, rengeteg zászló, lőszer, élelmiszer mellett a szultán hadipénztára és olyan különlegességek is a győzteseket gazdagította, mint a szultán pecsétje, kardja, ezüstkészlete.

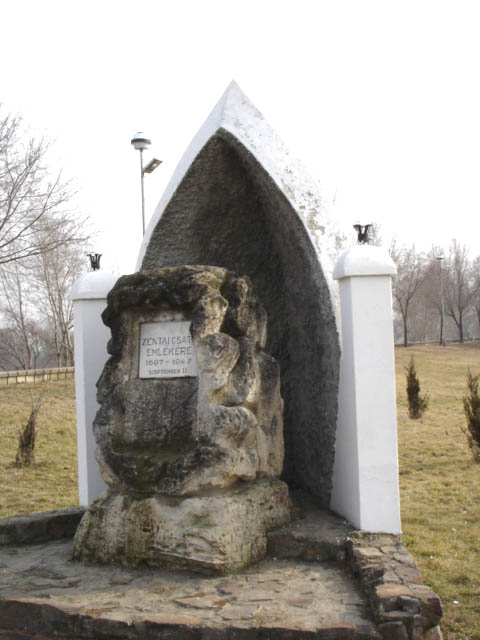
Emlékmű a csata helyszínén

A szultán miután végignézte serege bekerítését elmenekült Temesvárra. Savoyait sokan bírálták, hogy nem kezdett újabb hadműveletbe a megmaradt oszmán sereg szétverésére. Az igazság azonban az volt, hogy az akadozó utánpótlás és a sereg morális állapota – nem fizették ki a zsoldot – nem tette lehetővé újabb támadó hadművelet megindítását. Ennek ellenére a zentai győzelem jelentős változást eredményezett. A sztambuli angol követ, William Paget közreműködésével béketárgyalások kezdődtek a két birodalom között, amely végül elvezetett a karlócai békekötéshez.

## Következményei
A szultán a vereség után a hadjáratot félbeszakította, és Temesváron át visszatért Isztambulba. A csata hírére a rijswijki béketárgyalásokon I. Lipót megbízottai újabb követeléseiket jelentettek be XIV. Lajossal szemben. A tárgyalások elakadtak, és csak III. (Orániai) Vilmos angol király közbelépésére folytatódtak. I. Lipót engedett követeléseiből, és megbízottai 1697. október 30-án aláírták a békeszerződést. 

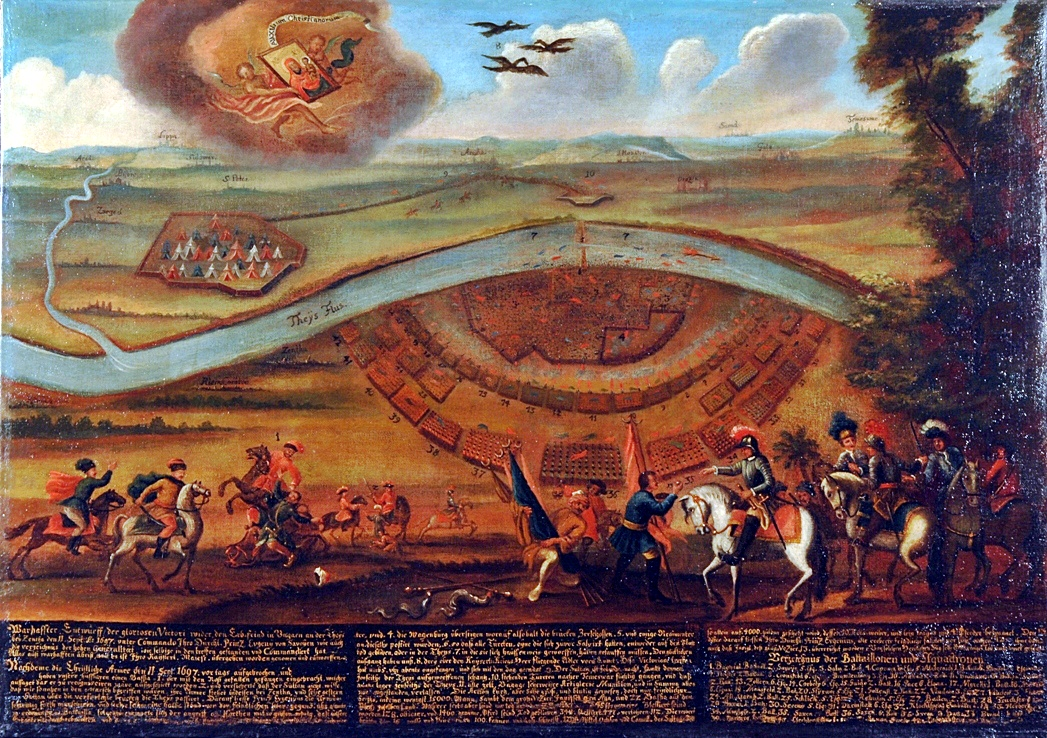
A zentai csata 1697-ben és a máriapócsi kegykép (Pötscher Madonna). I. Lipót a településnek küldött bullájában a zentai győzelmet Szűz Mária közbenjárásának tulajdonította.

Október 23-án Savoyai Jenő herceg bevette Boszniában Szarajevót. Hadművészeti téren végérvényesen bebizonyosodott, hogy a török haderő már nem képes eleget tenni a modern harcászat követelményeinek. Az egész hadjáratot végigkísérte a császári sereg harcászati fölénye. Általában mindig az ellenfélnél kisebb létszámú császári seregek verték meg a törököt a nagyobb harcászati állóképességükkel. A török hadsereg a francia haditechnikai segítségnyújtás ellenére sem tudta elsajátítani a nyílt ütközetben szükséges harcvezetési és harcfegyelmi szintet. A vitathatatlan harcászati gyengeségek dacára a török sereg még mindig rendelkezett bizonyos korlátozott stratégiai fölénnyel, ami elsősorban a nagy könnyűlovas-tömegek mozgékonyságából és a hadtápellátás magas szintű szervezettségéből következett. A zentai csata után a Porta nem volt képes újabb támadó hadműveletre.
Ezzel a csatával ért véget a mintegy 15 évig tartó háború, az európai összefogás megdöntötte Magyarországon a török uralmat, és elkezdődtek a béketárgyalások a törökkel, amelyek az 1699-ben megkötött karlócai békéhez vezettek.
150 év szakadatlan török háborúja óta először sikerült megsemmisítő csapást mérni a szultán vezette török főhaderőre. A mohácsi, palásti és más nyílt mezőn történt keresztény vereségek miatt a keresztény haderők nyílt ütközetet sose mertek megkockáztatni a török főhaderővel. Egyedül 1664-ben, a már viszonylag modern technikával küzdő szövetséges erők a szentgotthárdi csatában mérkőztek meg török főhaderővel. Már ekkor kitűnt, hogy összehangolt, szervezett manőverekre képesek, jobb fegyvereik vannak és több fegyelmet tanúsítanak, ezzel szemben a török oldalon egyedül a janicsár ezredek képeztek fegyelmezett, képzett katonai erőt, amely a többi nem reguláris katona bátorságát „biztosította.” 1664-től világos volt, hogy a törököknek már egyáltalán nincs győzelmi esélye ezen a fronton, mert 1683-tól már sorozatos nyílt ütközeteket vívnak a keresztény csapatok, míg előzőleg csak három nagyobb ütközet zajlott le, ezekből is csak egy végződött győzelemmel. Ezen nyílt csaták mind-mind a törökök döntő vereségét eredményezték. Ha ezekben a csatákban a török főparancsnokok egyetlenegyszer is visszavonták volna az értékes janicsár haderőt, a többi katona fegyelme megbomlott volna, és a menekülésükkel okozott rendbontás a török sereg végét jelentette volna.
Két évtizeddel később, 1716. augusztus 5-én, az újabb Habsburg–török háború során Savoyai Jenő ismételten megsemmisítő vereséget mért a török főseregre a péterváradi csatában.